# Boronia amabilis
Boronia amabilis är en vinruteväxtart som beskrevs av Stanley Thatcher Blake. Boronia amabilis ingår i släktet Boronia och familjen vinruteväxter. Inga underarter finns listade i Catalogue of Life.